# Marieluise Ritter

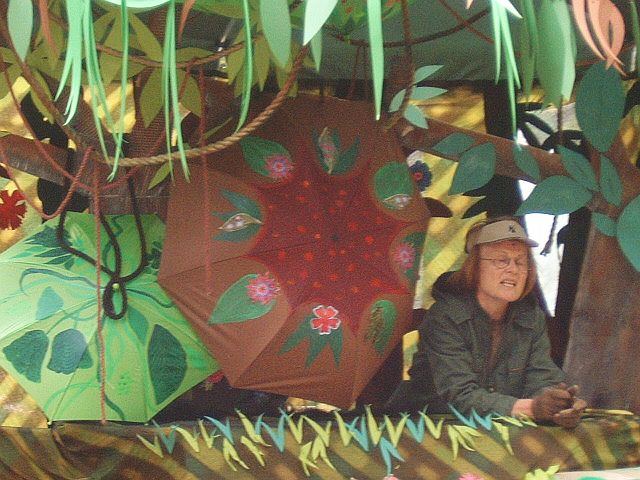
M. Ritter in der Dekoration ihres Stücks: Sei ein faules Ai – im Regenwald ist manches faul.

Marieluise Ritter ist eine deutsche Schauspielerin, Puppenspielerin, Theater- und Hörspielregisseurin und Autorin. Als Teenager schwebte ihr eine Theater- oder Opernlaufbahn vor, ihre Eltern warnten sie allerdings vor der – wie sie meinten – brotlosen Kunst. So studierte sie zunächst Erziehungswissenschaften und Musik und arbeitete danach sieben Jahre als Lehrerin an einer Sonderschule für Lernbehinderte.

## Gründung eines eigenen Theaters

### Intention
Ihr Projekt sollte kein Vorführtheater sein, sondern ein Mitmachtheater, wie sie es selbst als Zuschauerin gerne gehabt hätte. Auf Stereotype wie beim Kaspertheater wollte sie dabei unbedingt verzichten, denn sie hatte auch eine erzieherische Absicht: „Ich möchte erreichen, [...] daß die Kinder mehr über sich und ihre Umwelt nachdenken, daß sie lernen, daß man keinem starren Muster zu folgen braucht, sondern daß es in jeder Situation im Leben mehrere Möglichkeiten gibt, sich zu verhalten.“ Dieses Konzept stellte hohe Anforderungen an die Schauspieler wie Konzentration, Umdenken, Schlagfertigkeit, Feingefühl.

### Umsetzung
Die Gründung des frankfurter figurentheaters erfolgte im Jahre 1973, noch während ihrer Anstellung als Lehrerin. Der zumeist mit Hand- und Stabpuppen umgesetzte Modellversuch hatte zunächst bis 1985 ein festes Haus in Frankfurt am Untermainkai. Bis 1976 stellte die Stadt nur diesen kostenlosen Raum zur Verfügung. Ab Februar 1976 musste sie dank eines Zuschusses von jährlich 12.000 Mark nicht mehr nebenher arbeiten. Außer dem Puppentheater (insbesondere für Kindergarten- und Grundschulkinder) inszenierte Marieluise Ritter aber auch Fernando Arrabal, Dürrenmatt und eigene Stücke für Erwachsene.

### Produktionen
Mit ihr agierte ein insgesamt fünfköpfiges Ensemble auf der Bühne. Marieluise Ritter selbst bildete sich privat in England und Frankreich in den Bereichen Schauspiel, Clownsspiel und klassischem Gesang sowie im Gruppenunterricht in Tanz und Pantomime weiter. In dieser Zeit brachte sie etwa 20 eigene Produktionen heraus, darunter solche Kinderklassiker wie Wulle – eine Erpelgeschichte und Theophil, das Krokodil. Mehrere Stücke, besonders Kalbfred und Kuh Niegunde sind als Bearbeitung für Schauspielbühnen erschienen. Die meisten dieser Theaterstücke wurden – seit 1977 – nach und nach für Hörspielproduktionen bearbeitet und im eigenen Verlag herausgebracht (früher Nashorn-Verlag). Von 1991 bis 1997 bestand eine enge Zusammenarbeit mit dem Patmos Verlag, mit dem neben einigen Hörspielen vor allem aufwendige Kinderlieder-Produktionen verwirklicht werden konnten.

### Ensemble-Auflösung
Seit 1986 agiert das frankfurter figurentheater als Tourneebühne, da in das ursprüngliche Haus das neu errichtete Jüdische Museum einzog und die Stadt keine Alternative anbot. Damit brach auch das Ensemble auseinander. Marieluise Ritter verdiente zeitweise ihren Lebensunterhalt als Sprecherin im Kulturprogramm des Hessischen Rundfunks und als freie Autorin und Sprecherin beim RIAS Kinderfunk und übernahm gelegentlich auch kleinere Fernsehrollen.

## Tätigkeiten
Die Schauspielerin tritt zum Teil als „Einfrau“-Theater, zum Teil im Zweier-Ensemble mit Kindertheater und Kleinkunst auf. Insbesondere beschäftigt sie sich mit der Entwicklung von Theaterstücken, die in Kindergärten schon für Kinder ab zwei Jahren angeboten werden können. Bei dem Stück Die verrückte Karotte wird vorher eine ca. 20-minütige Einführung für die Allerkleinsten („Mini-Workshop“) angeboten, damit sie verstehen, was Theater überhaupt ist und bei der nachfolgenden Teilnahme am Theater für die „Großen“ Verständnis und Sicherheit mitbringen. Außerdem arbeitet Marieluise Ritter als Schriftstellerin und tritt vor allem immer noch als Hörspielmacherin – mit eigenem Verlag – in Erscheinung. Außerdem gibt sie in immer größerem Umfang auch Sprechunterricht für Stimmpflege, Vortrags- und Vorlesekunst.

## Werke
Bekannteste Theaterstücke, die größtenteils auch als Hörspielbearbeitung existieren (Auswahl):
| für Kinder - Wulle – eine Erpelgeschichte - Wulle – seine Kükengeschichte (nur Hörspiel) - Mama Wulle (nur Hörspiel) - Wulle ist der Renner (nur Hörspiel) - Rettet den Wulle! (nur Hörspiel) - Kalbfred und Kuh Niegunde - Das Monster will König sein - Die Mäusebescherung - Rotkäppchen und der kleine Schweinehund - Hau ab, du Stinker! - Theophil, das Krokodil - Bommel, Hand & Co - Trampolin Pinguin - Der kugelrunde Hund - Sei ein faules Ai! - Der unverfrorene Weihnachtsbaum - Die verrückte Karotte - Aladin wundert sich | für Erwachsene - Neu-Röschen, Märchen von der wahren Liebe, dipa-Verlag - Requiem für einen Macho, Kriminalroman, Fischer TB. - Das Frauenzimmer verstimmt sich immer 13 (n)E(u)rotische Lieder und Texte, edition frankfurter figurentheater - Prinz Quark, Satirisches Märchen (Lesung), Hörbuch, edition frankfurter figurentheater - Imor und Doitnane, Satirisches Märchen (Lesung), Hörbuch, edition frankfurter figurentheater |